# Bandeira da Comunidade Valenciana

Rácio 2:3

A bandeira da Comunidade Valenciana e da Cidade de Valência, também conhecida como Senyera Coronada é a tradicional Senyera, composta por quatro listas vermelhas em fundo amarelo, coroadas por uma barra azul junto à tralha com 1/4 do comprimento total. Foi adoptada a 1 de Julho de 1982.
Deriva da histórica Senyera, símbolo heráldico do Reino de Aragão, também usada nos dias de hoje, com ligeiras modificações, em todos os antigos reinos e condados dessa coroa. 